# Pinanga
Chi Cau chuột (danh pháp khoa học: Pinanga) là một chi thực vật có hoa thuộc họ Arecaceae.

## Các loài
Chi này có khoảng 141 loài như sau.
- Pinanga acaulis Ridl., J. Straits Branch Roy. Asiat. Soc. 44: 202 (1905).
- Pinanga acuminata A.J.Hend., Makinoa, n.s., 6: 2 (2006 publ. 2007).
- Pinanga adangensis Ridl., J. Straits Branch Roy. Asiat. Soc. 61: 62 (1912).
- Pinanga albescens Becc., Bot. Jahrb. Syst. 48: 89 (1912).
- Pinanga andamanensis Becc., Atti Soc. Tosc. Sci. Nat. Pisa, Mem. 44: 121 (1934).
- Pinanga angustisecta Becc., Malesia 3: 119 (1886).
- Pinanga annamensis Magalon, Contr. Étud. Palmiers Indoch.: 152 (1930) - Cau chuột Trung Bộ.
- Pinanga arinasae Witono, Palms 46: 194 (2002).
- Pinanga aristata (Burret) J.Dransf., Kew Bull. 34: 775 (1980).
- Pinanga arundinacea Ridl., J. Straits Branch Roy. Asiat. Soc. 54: 60 (1910).
- Pinanga auriculata Becc., Malesia 3: 134 (1886).
- Pinanga badia Hodel, Palm J. 136: 16 (1997).
- Pinanga basilanensis Becc., Philipp. J. Sci. 14: 322 (1919).
- Pinanga batanensis Becc., Philipp. J. Sci., C 3: 340 (1909).
- Pinanga baviensis Becc., Webbia 3: 193 (1910) - Cau chuột Ba Vì, cau bụi rừng.
- Pinanga bicolana Fernando, Principes 32: 172 (1988).
- Pinanga borneensis Scheff., Ann. Jard. Bot. Buitenzorg 1: 151 (1876).
- Pinanga brevipes Becc., Malesia 3: 121 (1886).
- Pinanga caesia Blume, Rumphia 2: 84 (1839).
- Pinanga capitata Becc., J. Linn. Soc., Bot. 42: 168 (1914).
- Pinanga celebica Scheff., Natuurk. Tijdschr. Ned.-Indië 32: 175 (1871).
- Pinanga cattienensis Andr.Hend., N.K.Ban & N.Q.Dung, Palms (1999+) 52: 64 (2008).
- Pinanga chaiana J.Dransf., Kew Bull. 34: 779 (1980).
- Pinanga cleistantha J.Dransf., Principes 26: 127 (1982).
- Pinanga copelandii Becc., Webbia 1: 317 (1905).
- Pinanga coronata (Blume ex Mart.) Blume, Rumphia 2: 83 (1839).
- Pinanga crassipes Becc., Malesia 3: 120 (1886).
- Pinanga cucullata J.Dransf., Kew Bull. 46: 691 (1991).
- Pinanga cupularis A.J.Hend., N.K.Ban & N.Q.Dung, Palms (1999+) 52: 64 (2008).
- Pinanga curranii Becc., Philipp. J. Sci., C 2: 226 (1907).
- Pinanga declinata A.J.Hend., N.K.Ban & N.Q.Dung, Palms (1999+) 52: 65 (2008).
- Pinanga decora L.Linden & Rodigas, Ill. Hort. 34: 171 (1886).
- Pinanga densiflora Becc., Malesia 3: 116 (1886).
- Pinanga dicksonii (Roxb.) Blume, Rumphia 2: 77 (1839).
- Pinanga disticha (Roxb.) H.Wendl. in O.C.E.de Kerchove de Denterghem, Palmiers: 253 (1878).
- Pinanga dumetosa J.Dransf., Kew Bull. 34: 781 (1980).
- Pinanga egregia Fernando, Kew Bull. 49: 775 (1994).
- Pinanga forbesii Ridl., J. Bot. 63(Suppl.): 124 (1925).
- Pinanga fractiflexa Hodel, Palm J. 136: 19 (1997).
- Pinanga furfuracea Blume, Rumphia 2: 88 (1839).
- Pinanga geonomiformis Becc., Philipp. J. Sci., C 4: 602 (1909).
- Pinanga glauca Ridl., J. Fed. Malay States Mus. 8(4): 120 (1917).
- Pinanga glaucifolia Fernando, Kew Bull. 49: 776 (1994).
- Pinanga globulifera (Lam.) Blume, Bull. Sci. Phys. Nat. Néerl. 1: 65 (1838).
- Pinanga gracilis Blume, Rumphia 2: 77 (1839).
- Pinanga gracillima Merr., Sarawak Mus. J. 3: 518 (1928).
- Pinanga grandijuga Burret, Notizbl. Bot. Gart. Berlin-Dahlem 15: 208 (1940).
- Pinanga grandis Burret, Notizbl. Bot. Gart. Berlin-Dahlem 15: 207 (1940).
- Pinanga griffithii Becc., Malesia 3: 117 (1886).
- Pinanga heterophylla Becc., Philipp. J. Sci. 14: 319 (1919).
- Pinanga hexasticha (Kurz) Scheff., Ann. Jard. Bot. Buitenzorg 1: 148 (1876).
- Pinanga hookeriana Becc., Malesia 3: 141 (1886).
- Pinanga humilis A.J.Hend., N.K.Ban & N.Q.Dung, Palms (1999+) 52: 68 (2008).
- Pinanga hymenospatha Hook.f., Fl. Brit. India 6: 411 (1892).
- Pinanga inaequalis Blume, Rumphia 2: 91 (1839).
- Pinanga insignis Becc., Philipp. J. Sci., C 2: 223 (1907).
- Pinanga isabelensis Becc., Philipp. J. Sci. 14: 318 (1919).
- Pinanga jamariensis C.K.Lim, Gard. Bull. Singapore 50: 100 (1998).
- Pinanga jambusana C.K.Lim, Folia Malaysiana 6: 73 (2005).
- Pinanga javana Blume, Rumphia 2: 85 (1839).
- Pinanga johorensis C.K.Lim & Saw, Gard. Bull. Singapore 50: 104 (1998).
- Pinanga keahii Furtado, Repert. Spec. Nov. Regni Veg. 35: 280 (1934).
- Pinanga kontumensis A.J.Hend., N.K.Ban & N.Q.Dung, Palms (1999+) 52: 68 (2008).
- Pinanga lacei A.J.Hend., Makinoa, n.s., 6: 5 (2006 publ. 2007).
- Pinanga latisecta Blume, Rumphia 2: 79 (1839).
- Pinanga lepidota Rendle, J. Bot. 39: 177 (1901).
- Pinanga ligulata Becc., Malesia 2: 129 (1886).
- Pinanga limbangensis C.K.Lim, Folia Malaysiana 6: 74 (2005).
- Pinanga limosa Ridl., J. Straits Branch Roy. Asiat. Soc. 44: 201 (1905).
- Pinanga macrospadix Burret, Notizbl. Bot. Gart. Berlin-Dahlem 15: 205 (1940).
- Pinanga maculata Porte ex Lem., Ill. Hort. 10: 92, t. 361 (1863).
- Pinanga malaiana (Mart.) Scheff., Natuurk. Tijdschr. Ned.-Indië 32: 175 (1871).
- Pinanga manii Becc., Malesia 2: 178 (1889).
- Pinanga megalocarpa Burret, Notizbl. Bot. Gart. Berlin-Dahlem 15: 209 (1940).
- Pinanga micholitzii auct., Gard. Chron., III, 43: 257 (1908).
- Pinanga minor Blume, Rumphia 2: 86 (1839).
- Pinanga minuta Furtado, Repert. Spec. Nov. Regni Veg. 35: 281 (1934).
- Pinanga mirabilis Becc., Malesia 2: 126 (1886).
- Pinanga modesta Becc., Philipp. J. Sci., C 2: 225 (1907).
- Pinanga mooreana J.Dransf., Kew Bull. 34: 783 (1980).
- Pinanga negrosensis Becc., Leafl. Philipp. Bot. 2: 642 (1909).
- Pinanga nuichuensis A.J.Hend., N.K.Ban & B.V.Thanh, Phytotaxa 8: 38 (2010).
- Pinanga pachycarpa Burret, Notizbl. Bot. Gart. Berlin-Dahlem 13: 185 (1936).
- Pinanga pachyphylla J.Dransf., Kew Bull. 46: 695 (1991).
- Pinanga palustris Kiew, Gard. Bull. Singapore 50: 106 (1998).
- Pinanga pantiensis J.Dransf., Gard. Bull. Singapore 50: 110 (1998).
- Pinanga paradoxa (Griff.) Scheff., Natuurk. Tijdschr. Ned.-Indië 32: 179 (1871) - Cau chuột ngược, cau bụi rừng.
- Pinanga paradoxa var. paradoxa.
- Pinanga parvula Ridl., J. Malayan Branch Roy. Asiat. Soc. 1: 103 (1923).
- Pinanga patula Blume, Rumphia 2: 87 (1839).
- Pinanga pectinata Becc. in J.D.Hooker, Fl. Brit. India 6: 410 (1892).
- Pinanga perakensis Becc., Malesia 3: 175 (1889).
- Pinanga philippinensis Becc., Malesia 3: 180 (1889).
- Pinanga pilosa (Burret) J.Dransf., Kew Bull. 34: 775 (1980).
- Pinanga plicata A.J.Hend., Makinoa, n.s., 6: 6 (2006 publ. 2007).
- Pinanga polymorpha Becc., Malesia 3: 172 (1889).
- Pinanga porrecta Burret, Notizbl. Bot. Gart. Berlin-Dahlem 15: 203 (1940).
- Pinanga pulchella Burret, Notizbl. Bot. Gart. Berlin-Dahlem 15: 200 (1940).
- Pinanga purpurea Hendra, Floribunda 2(2): 31 (2002).
- Pinanga quadrijuga Gagnep., Notul. Syst. (Paris) 6: 156 (1937) - Cau chuột bốn nhánh.
- Pinanga ridleyana Becc. ex Furtado, Repert. Spec. Nov. Regni Veg. 35: 282 (1934).
- Pinanga rigida Becc., Leafl. Philipp. Bot. 2: 644 (1909).
- Pinanga riparia Ridl., J. Straits Branch Roy. Asiat. Soc. 44: 201 (1905).
- Pinanga rivularis Becc., Malesia 3: 130 (1886).
- Pinanga rumphiana (Mart.) J.Dransf. & Govaerts, World Checklist Palms: 178 (2005).
- Pinanga rupestris J.Dransf., Kew Bull. 46: 693 (1991).
- Pinanga salicifolia Blume, Rumphia 2: 93 (1843).
- Pinanga samarana Becc., Philipp. J. Sci. 14: 321 (1919).
- Pinanga sarmentosa Saw, Palms 47: 141 (2003).
- Pinanga sclerophylla Becc., Philipp. J. Sci., C 4: 603 (1909).
- Pinanga scortechinii Becc., Malesia 3: 170 (1889).
- Pinanga sembilan C.K.Lim, Folia Malaysiana 15: 2 (2014).
- Pinanga sessilifolia Furtado, Repert. Spec. Nov. Regni Veg. 35: 283 (1934).
- Pinanga sibuyanensis Becc., Philipp. J. Sci. 14: 324 (1919).
- Pinanga sierramadreana Fernando, Kew Bull. 49: 780 (1994).
- Pinanga simplicifrons (Miq.) Becc., Malesia 3: 124 (1885).
- Pinanga singaporensis Ridl., J. Straits Branch Roy. Asiat. Soc. 41: 38 (1903).
- Pinanga sobolifera Fernando, Kew Bull. 49: 782 (1994).
- Pinanga speciosa Becc., Webbia 1: 316 (1905).
- Pinanga spiralis A.J.Hend. & N.Q.Dung, Phytotaxa 323: 170 (2017).
- Pinanga stricta Becc., Malesia 3: 133 (1886).
- Pinanga stylosa Becc., Malesia 3: 177 (1889).
- Pinanga subintegra Ridl., Mat. Fl. Malay. Penins. 2: 141 (1907).
- Pinanga subruminata Becc., Malesia 3: 174 (1889).
- Pinanga sylvestris (Lour.) Hodel, Palm J. 139: 55 (1998) - Cau chuột Nam Bộ, cau chuột Duperre.
- Pinanga tashiroi Hayata, Icon. Pl. Formosan. 3: 196 (1913).
- Pinanga tenacinervis J.Dransf., Kew Bull. 34: 785 (1980).
- Pinanga tenella (H.Wendl.) Scheff., Natuurk. Tijdschr. Ned.-Indië 32: 179 (1871).
- Pinanga tomentella Becc., Malesia 3: 126 (1886).
- Pinanga trichoneura Becc., Atti Soc. Tosc. Sci. Nat. Pisa, Mem. 44: 120 (1934).
- Pinanga uncinata Burret, Notizbl. Bot. Gart. Berlin-Dahlem 15: 201 (1940).
- Pinanga urdanetensis Becc., Leafl. Philipp. Bot. 8: 3008 (1919).
- Pinanga urosperma Becc., Philipp. J. Sci., C 3: 341 (1909).
- Pinanga variegata Becc., Malesia 3: 127 (1886).
- Pinanga veitchii H.Wendl. ex H.J.Veitch, Cat. 1880: 23 (1880).
- Pinanga versicolor A.J.Hend, Makinoa, n.s., 6: 9 (2006 publ. 2007).
- Pinanga watanaiana C.K.Lim, Principes 42: 116 (1998).
- Pinanga woodiana Becc., Philipp. J. Sci., C 4: 604 (1909).
- Pinanga yassinii J.Dransf., Forest. Dept. Occas. Pap., Brunei 2: 2 (1990).

## Hình ảnh

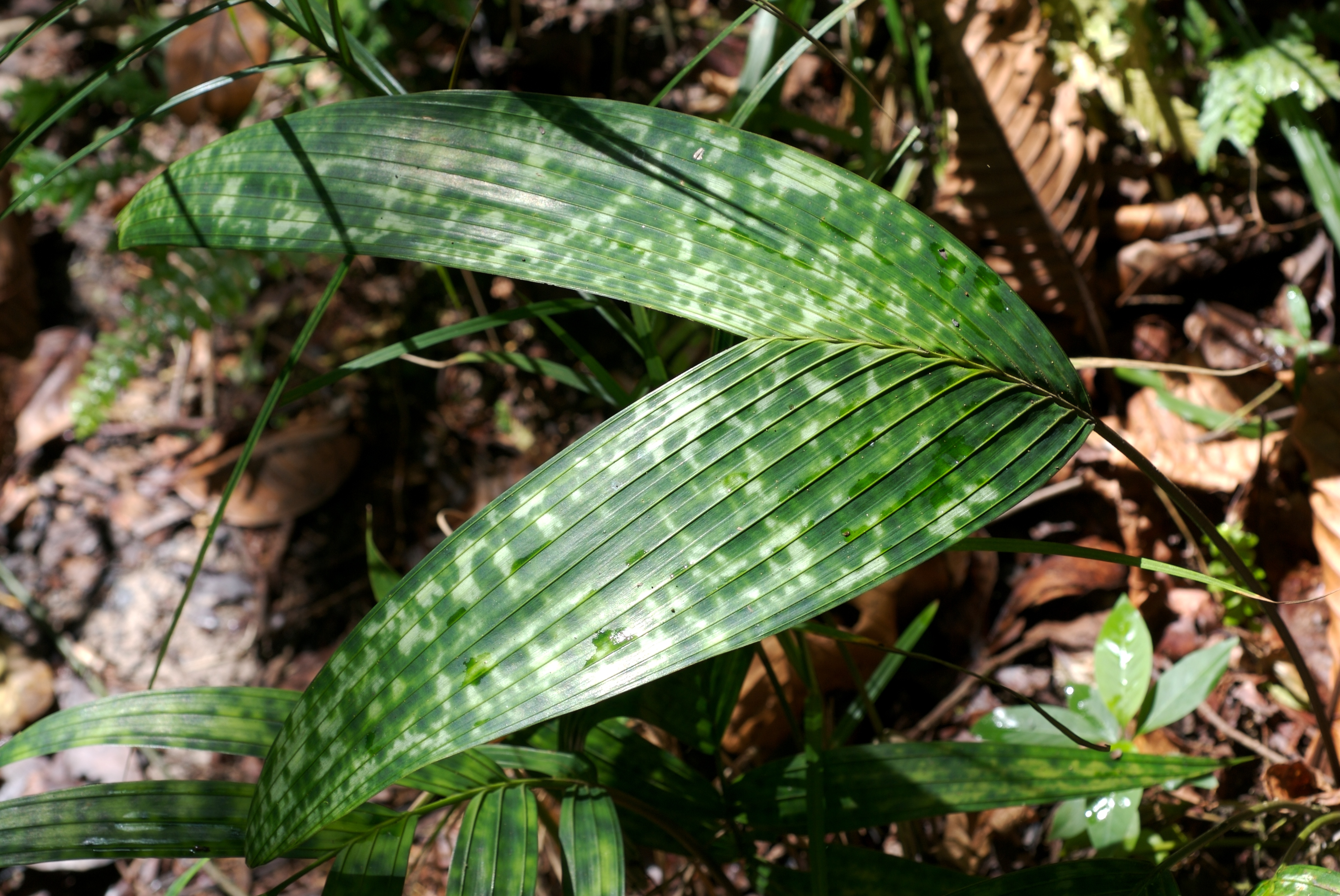
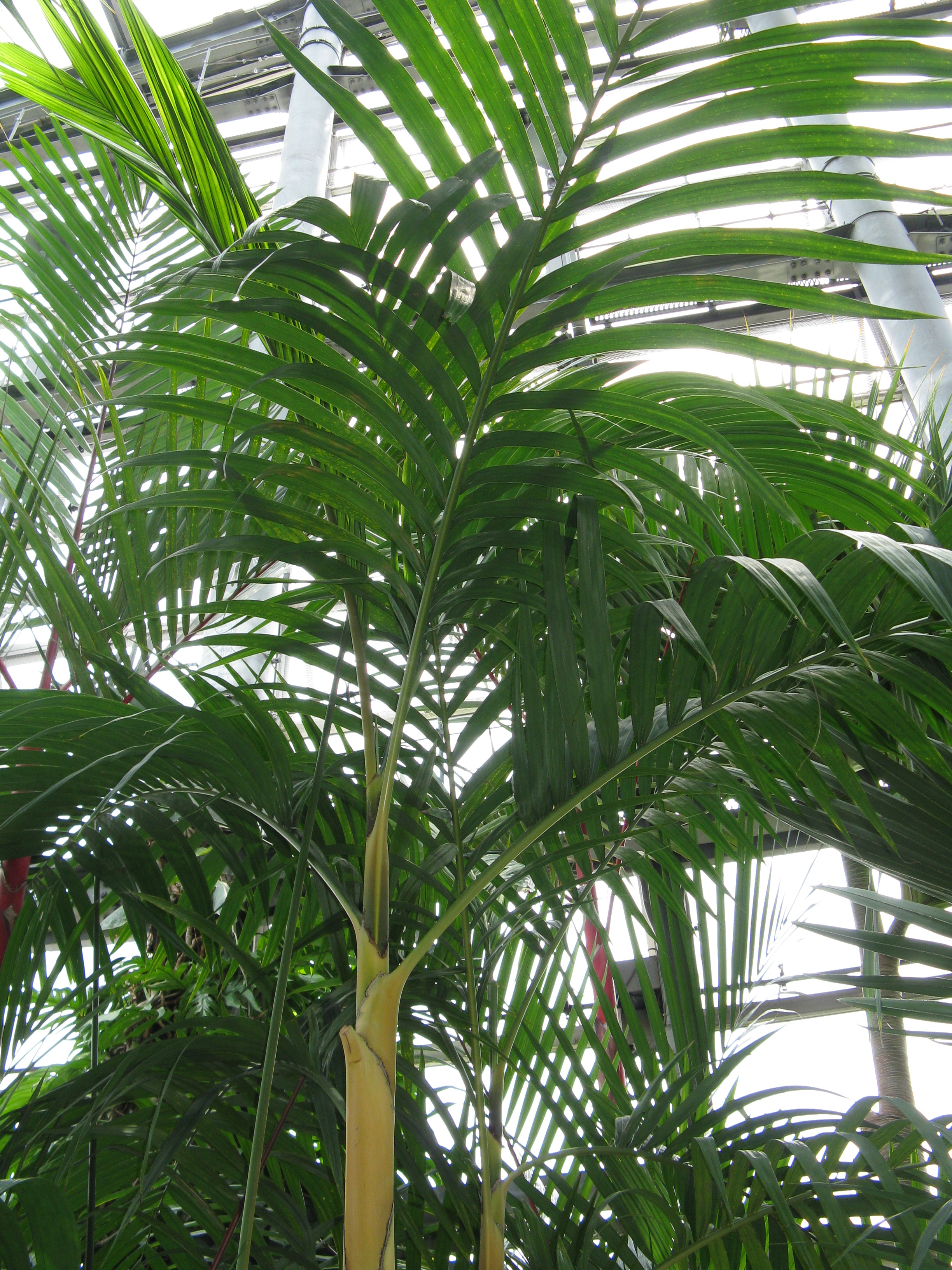
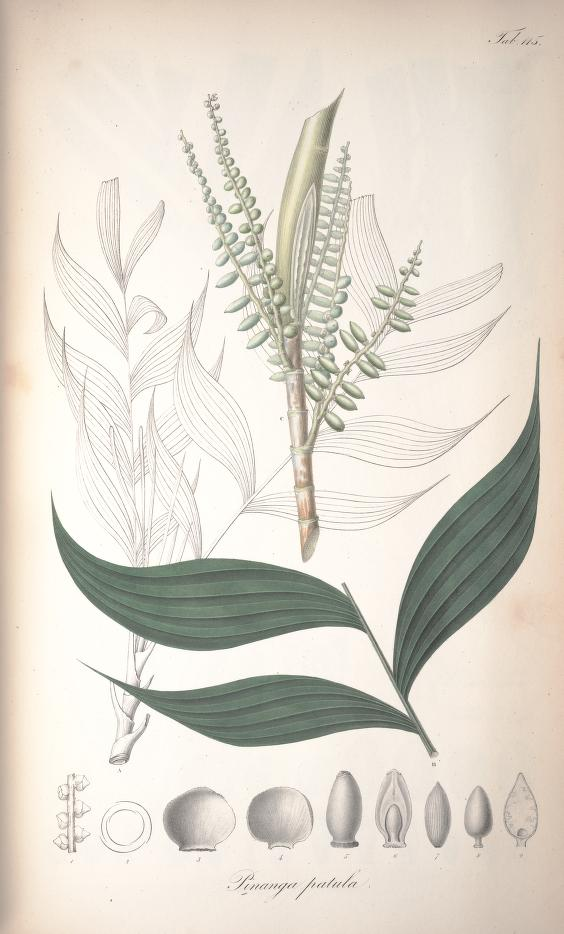